# كاي (مغني)
كيم جونغ إن (هانغل: 김종인) (مواليد 14 يناير 1994 –) المعروف باسمه الفني كاي (هانغل: 카이) هو مغني، وممثل، وعارض، وراقص كوري جنوبي، وعضو بالفرقة الكورية الجنوبية-الصينية إكسو، وعضو بالفرقة الفرعية إكسو كي.

## السيرة الذاتية

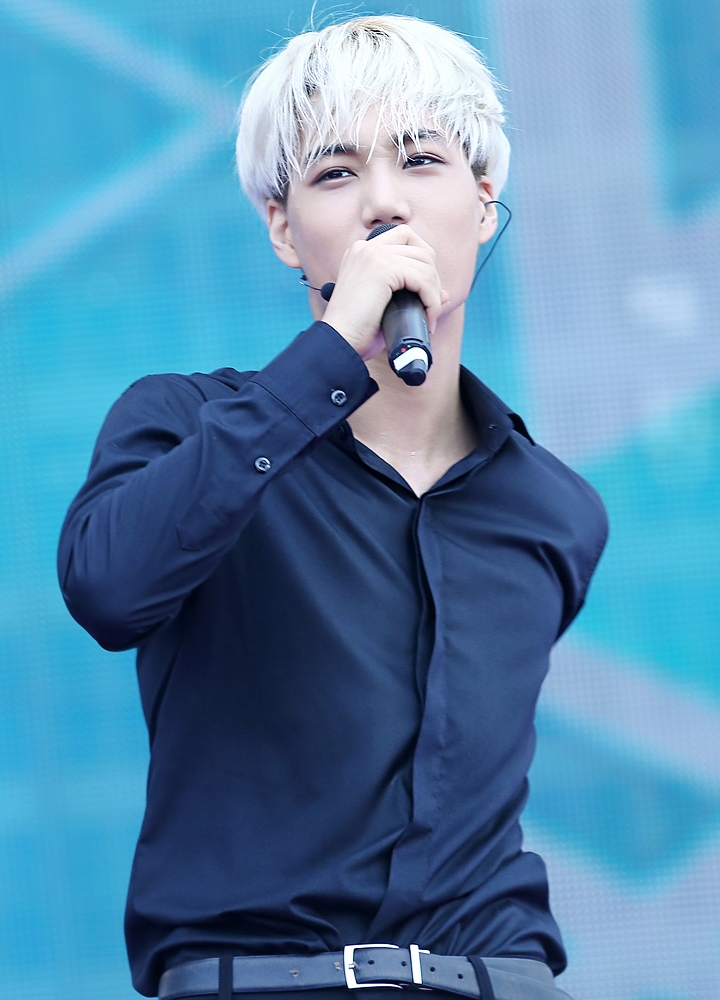
كاي في مهرجان قبة هونغ كونغ في 2014.

ولد كاي في 14 يناير 1994، في سون تشون، جولا الجنوبية، كوريا الجنوبية. بدأ الرقص عندما كان يبلغ من العمر 8 سنوات. أخذ دروس في رقص الجاز، ولكن بعد أن شاهد كسارة البندق انتقل إلي رقص الباليه في الصف الثالث، وأخبر والديه في البداية أنه يريد أن يتعلم التايكوندو والبيانو. ثم بدأ بالتدريب لرقص الهيب هوب بعد انضمامه لدي إس إم إنترتينمنت. تخرج كاي من مدرسة سول للفنون التعبيرية في فبراير 2012. ولكاي أكثر من أداء منفرد مصمم له خصيصا ومنها One and Only الرقص علي الماء، وI See You الذي كان أول أداء له في جولة إكسو العالمية الرابعة إلكشين. ومثل في أكثر من دراما كورية، ومن أشهر أعماله الدراما الكورية بنك شوكو (2016)، والدراما الكورية أندانتاي (2017)، والدراما اليابانية القصيرة حل الربيع (2018).

## وصلات خارجية
- كاي على موقع IMDb (الإنجليزية)
- كاي على موقع ميوزك برينز (الإنجليزية)
- كاي على موقع ديسكوغز (الإنجليزية)
- كاي على موقع قاعدة بيانات الفيلم (الإنجليزية)
- كاي على موقع كينوبويسك (الروسية)